# Меріон (округ, Огайо)
Шаблон:StateAbbr_ 40°35′ пн. ш. 83°10′ зх. д. / 40.59° пн. ш. 83.16° зх. д.
Округ Меріон (англ. Marion County) — округ (графство) у штаті Огайо, США. Ідентифікатор округу 39101.

## Історія
Округ утворений в 1820 році, а пізніше реорганізований в 1824.

## Демографія
За даними перепису 
2000 року 
загальне населення округу становило 66217 осіб, зокрема міського населення було 45645, а сільського — 20572.
Серед мешканців округу чоловіків було 34207, а жінок — 32010. В окрузі було 24578 домогосподарств, 17252 родин, які мешкали в 26298 будинках.
Середній розмір родини становив 2,98.
Віковий розподіл населення поданий у таблиці:
| Стать    | До 15 років | 15-21 | 22-29 | 30-39 | 40-49 | 50-65 | 65-85 | Понад 85 |
| -------- | ----------- | ----- | ----- | ----- | ----- | ----- | ----- | -------- |
| Чоловіки | 6865        | 3226  | 3789  | 5682  | 5779  | 5290  | 3320  | 256      |
| Жінки    | 6481        | 2825  | 2962  | 4314  | 4858  | 5289  | 4554  | 727      |

## Суміжні округи
- Кроуфорд — північний схід
- Морроу — схід
- Делавер — південь
- Юніон — південний захід
- Гардін — захід
- Ваяндот — північний захід

## Виноски
1. ↑  Ohio: Individual County Chronologies. Ohio Atlas of Historical County Boundaries. The Newberry Library. 2007. Архів оригіналу за 6 квітня 2016. Процитовано 14 лютого 2015.
2. ↑  U.S. Decennial Census. United States Census Bureau. Архів оригіналу за 12 травня 2015. Процитовано 9 лютого 2015.
3. ↑  Historical Census Browser. University of Virginia Library. Архів оригіналу за 11 серпня 2012. Процитовано 9 лютого 2015.
4. ↑  Forstall, Richard L., ред. (27 березня 1995). Population of Counties by Decennial Census: 1900 to 1990. United States Census Bureau. Архів оригіналу за 14 лютого 2015. Процитовано 9 лютого 2015.
5. ↑  Census 2000 PHC-T-4. Ranking Tables for Counties: 1990 and 2000 (PDF). United States Census Bureau. 2 квітня 2001. Архів оригіналу (PDF) за 18 грудня 2014. Процитовано 9 лютого 2015.
6. ↑  State & County QuickFacts. United States Census Bureau. Архів оригіналу за 6 червня 2011. Процитовано 9 лютого 2015.(англ.) Наведено за англійською вікіпедією.
7. ↑  American FactFinder. Бюро перепису населення США. Архів оригіналу за 26 лютого 2012. Процитовано 31 січня 2008.

| США | Це незавершена стаття з географії США. Ви можете допомогти проєкту, виправивши або дописавши її. |